# Церковь Петра и Павла (Еделево)
Церковь Святых Апостолов Петра и Павла — бывшая приходская церковь в урочище Еделево Майнского района Ульяновской области, Симбирской епархии Симбирской митрополии Русской православной церкви. С 1999 года — памятник градостроительства и архитектуры РФ.

## История
В 1729—1737 годах в селе построили деревянную церковь во имя апостолов Петра и Павла, поэтому село переименовали в Петропавловское.
В 1888 году, вместо сгоревшего в том же году храма, был построен деревянный молитвенный дом с престолом во имя Святителя и Чудотворца Николая.
В 1895 году, по проекту симбирского архитектора В. Л. Ивановского, на средства благотворителей, в селе был построен каменный храм, с престолом в нём во имя свв. Апостолов Петра и Павла. Причт состоял из священника и двоих псаломщиков.
В советское время храм был закрыт, разграблен, но не разрушен. Сейчас церковь заброшена, пустует и разрушается.
Распоряжением Главы администрации Ульяновской области от 29.07.1999 № 959-р. «Церковь Петра и Павла (православный храм) 1895 г.», поставлена на государственную охрану как выявленный объект культурного наследия (памятник истории и культуры).
В 2012 году митрополит Симбирский и Новоспасский Прокл (Хазов) пытался организовать здесь мужскую монашескую обитель. Но его планам не удалось сбыться. Только иногда жители окрестных сёл и батюшки из других церквей приходят сюда отстоять службу.
20 июля 2024 года митрополит Симбирский и Новоспасский Лонгин (Корчагин) совершил здесь первую почти за сто лет Божественную литургию.

## Описание
Церковь Святых Апостолов Петра и Павла стоит на открытом месте. Церковь представляет собой в плане крест с двумя поперечными сторонами, первую из которых образует развитый в ширину храм, вторую — притвор с папертями. Храм бесстолпный, трёхчастный в плане. Над центральной частью на подпружных арках возвышается восьмерик барабана, увенчанный купольным сводом. Боковые часть храма перекрыты сомкнутыми сводами. Вытянутая в плане двухчастная апсида перекрыта цилиндрическим и сомкнутым сводом. Трапезная имеет сомкнутый свод. В притворе три помещения с цилиндрическими сводами и крыльца с крестовыми сводами. Пол церкви, а также солея были деревянные. Четырёх-ярусная колокольня в нижнем ярусе имеет деревянное перекрытие. Декор фасадов: стены храма и трапезной украшены рустом, переходящим над окнами в наличники. Высокие арочные проёмы храма, апсиды и трапезной имеют широкие профилированные обрамления. По верху стен храма, трапезной и нижнего яруса колокольни проходит полоса поребрика и широкий карниз, образованный кладкой кирпича. Нижнюю часть стен украшает декоративный цоколь, объединяющий все части церкви в единое целое. У основания восьмерика барабана подпружные арки обозначены полукружиями карниза. Восьмигранный барабан храма прорезан арочными проёмами, оформленными парными колонками и рустованными архивольтами. Круглая верхняя часть барабана увенчана карнизом, опирающимся на колончатый пояс с медальонами с белокаменными крестами. Крыльца с неглубокими арочными порталами декорированы карнизом, кокошниками и колонками, врезанными в наружные углы. Два нижних яруса колокольни — четверики, два верхних — восьмерики. Колокольня имеет арочные проёмы и увенчана шлемовидным куполом. Второй ярус украшен разорванным над окнами карнизом, колонками и тройными арочками с килевидными завершениями. У основания третьего яруса проходит такой же пояс, как по низу церкви. Ярус делится не две части карнизом, переходящим над проёмами в архивольты. Верх этого яруса украшен тремя рядами зубчатых поясков. Восемь проёмов верхнего яруса обрамлены рустованными архивольтами и колонками. Общие габариты 36 × 22 м; размеры кирпича — 26×12×7 см.